# Giuseppe Cino
Giuseppe Cino (Lecce, 15 giugno 1645 – Lecce, aprile 1722) è stato un architetto e scultore italiano.

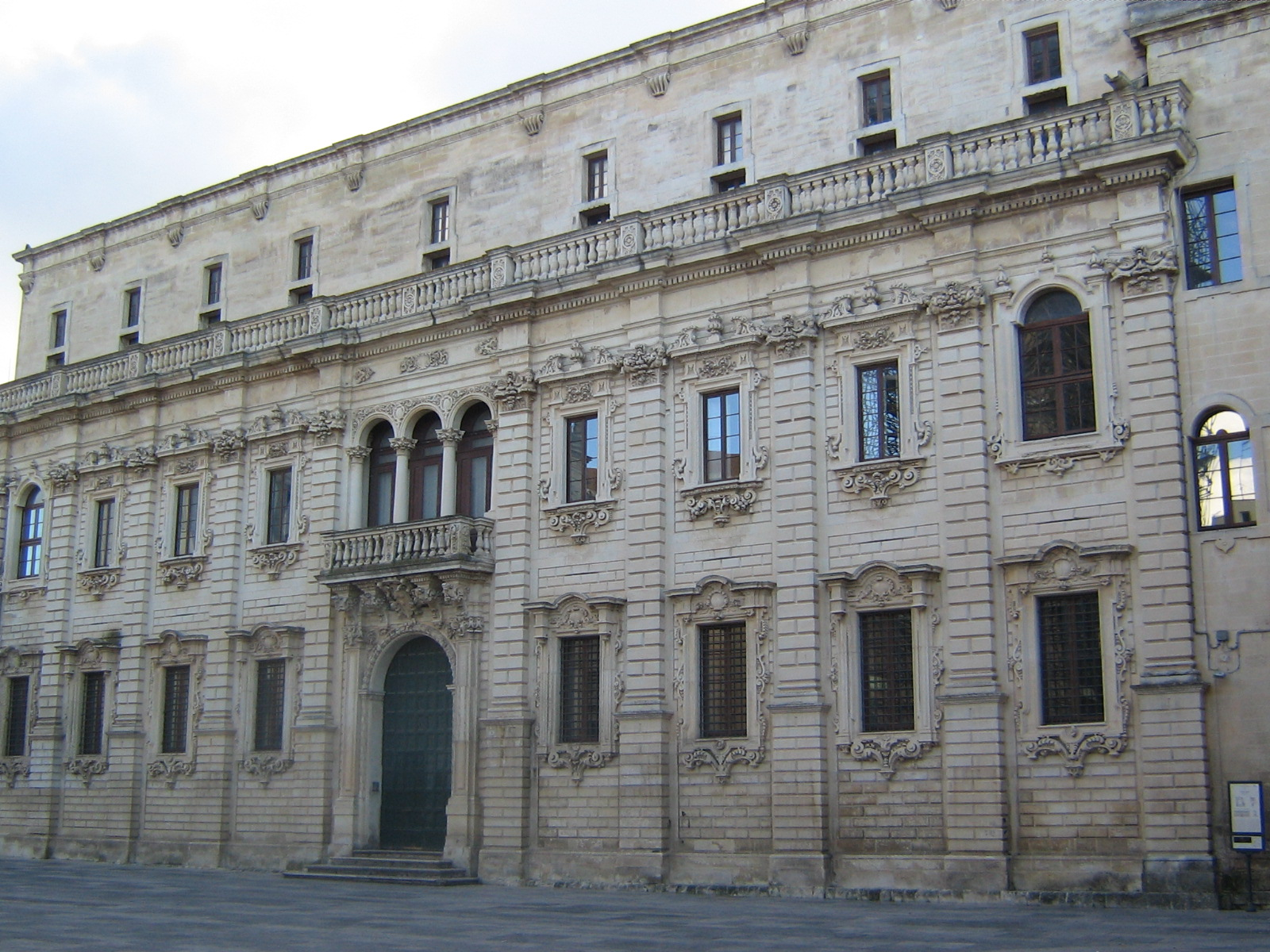
Prospetto del Seminario di Lecce

Fu uno dei massimi esponenti del Barocco leccese.

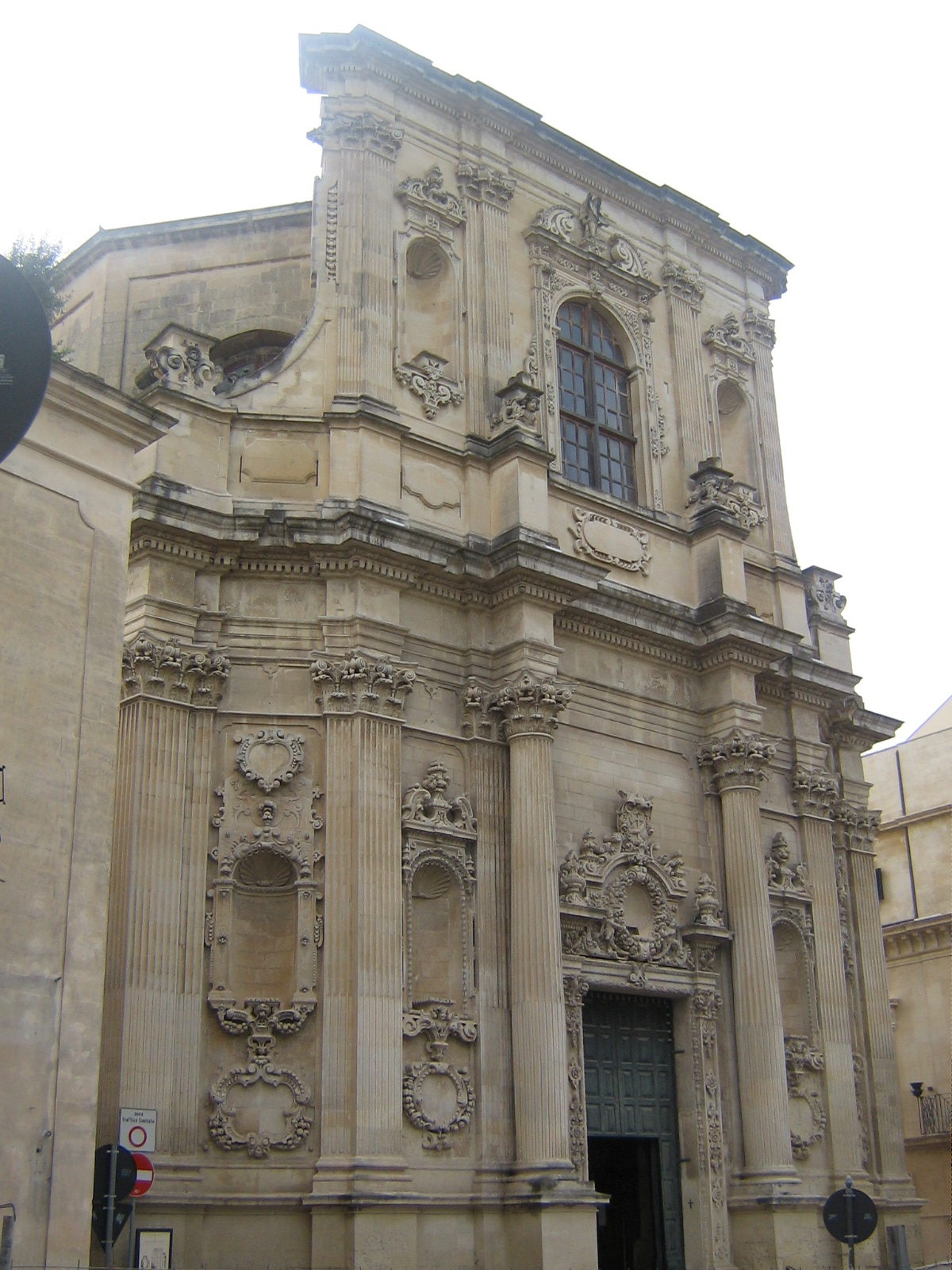
Facciata della Chiesa di Santa Chiara a Lecce

Discendente dalla famiglia nobiliare dei Cino, contribuì alla diffusione dello stile barocco anche fuori dall'Urbe.

## Opere
A Lecce progettò, a partire dalla metà del XVII secolo (e continuando sulla ricerca stilistica di Giuseppe Zimbalo), la chiesa di Santa Chiara, il cui disegno gli è stato attribuito. 
Alla prima metà del XVIII secolo risalgono anche la chiesa delle Alcantarine e la chiesa del Carmine, sulle quali lavorò fino alla sua morte. Successe allo Zimbalo nell'edificazione del Palazzo dei Celestini alla fine del Seicento e tra il 1694 e il 1709 progettò il Seminario su commissione di Antonio Pignatelli, all'epoca vescovo di Lecce.
Attivo anche al di fuori del principale centro salentino, il Cino è il probabile autore della Chiesa di Sant'Anna (1683-1699) a Mesagne (BR).
Fu autore di Memorie, libro di trattazione cronistica su fatti accaduti dal 1656 al 1719 a Lecce.